# Balkrishna Industries
Balkrishna Industries Limited (BKT) è una multinazionale indiana produttrice di pneumatici con sede a Mumbai.
Balkrishna Industries produce pneumatici fuoristrada utilizzati in segmenti specialistici come l'estrazione mineraria, il movimento terra, l'agricoltura e il giardinaggio in cinque stabilimenti situati ad Aurangabad, Bhiwadi, Chopanaki, Dombivali e Bhuj. Nel 2013, si è classificata al 41º posto tra i produttori di pneumatici al mondo.
Balkrishna Industries è attualmente un fornitore OEM per produttori di attrezzature pesanti come JCB, John Deere e CNH Industrial. Nel 2014, BKT deteneva una quota di mercato dell'8% nel segmento globale degli pneumatici fuoristrada.

## Storia
BKT ha iniziato la sua attività nel 1987, con l'inaugurazione del primo stabilimento di produzione di pneumatici fuoristrada ad Aurangabad. La successiva crescita dell'attività ha permesso all'azienda di aprire nuovi stabilimenti a Bhiwadi nel 2002 e Chopanaki nel 2006. L'azienda ha inoltre diversificato la propria linea di prodotti introducendo pneumatici per ATV, veicoli per il movimento terra e per il giardinaggio.

## Struttura
BKT è una società multinazionale con sette filiali. Ha due sedi a Mumbai, in India, di cui una è la sede principale e cinque in Europa e Nord America che si occupano di vendite e marketing:
- India
  - BKT Tires Limited - Mumbai
  - Thristha Synthetics Limited - Mumbai
- Italia
  - BKT Europe S.r.l. - Seregno
- Stati Uniti
  - BKT Tires USA Inc. - Akron, Ohio
  - BKT Exim US, Inc. - Holmdel, New Jersey
  - BKT Tires, Inc. - Brentwood, Tennessee
- Canada
  - BKT Tires Canada Inc. - Toronto, Ontario

I suoi cinque stabilimenti di produzione si trovano tutti in India, nelle città di Aurangabad, Bhiwadi, Chopanki, Dombivli e Bhuj.

## Sponsorizzazioni
BKT Tires è lo sponsor ufficiale ed esclusivo di pneumatici per Monster Jam dal 2014. Nel luglio 2018, BKT ha acquistato i diritti di denominazione per la Serie B, con il campionato conosciuto come Serie BKT in base all'accordo. Il 15 gennaio 2020, BKT ha firmato un accordo con la LFP per rinominare la seconda divisione del calcio francese come Ligue 2 BKT per quattro anni.